# Calcocite
La calcocite (dal greco χαλκός = rame) è un minerale, un solfuro di rame. Descritta per la prima volta da François Sulpice Beudant (Parigi 1787 - 1850), geologo e mineralogista francese, è sinonimo di calcosina.

## Abito cristallino
I cristalli spesso sono tabulari frequentemente geminati in varie forme. o masse compatte granulari con abito pseudoesagonali È dimorfo: monoclino o pseudo-ortorombico al di sotto dei 105 °C, diventa esagonale sopra i 105 °C (in quest'ultimo casi si parla di calcocite-alta). Al di sotto dei 105 °C la struttura è basata su di un impaccamento esagonale compatto di atomi di zolfo con gruppo spaziale monoclino. Sopra i 105 °C si trasforma in calcocite ad alta temperatura o gamma-calcosina con gruppo spaziale P63/mmc.

## Origine e giacitura
La genesi è idrotermale. Si trova in giacimenti filoniani assieme ad altri solfuri di rame ove si forma per parziale ossidazione dei minerali di ferro e di rame o in giacimenti cupriferi italiani o associati a rocce eruttive. La sua giacitura primaria è come minerale supergenico nelle zone arricchite dei depositi di solfuri di origine idrotermale. In pratica in condizioni superficiali i solfuri primari di rame sono soggetti ad ossidazione; i solfati solubili che si formano si muovono verso il basso e reagiscono con i minerali primari per formare calcocite arricchendo il minerale in rame. È secondaria nei cappellacci di ferro. Ha paragenesi con rame, calcopirite, bornite, covellite.
Si trova a volte associato alla bayankhanite (nelle miniere di fluoro), tecnicamente un'unione di rame, cinabro e zolfo.

## Forma in cui si presenta in natura
La calcocite si trova in piccole masse di colore nero, con riflessi azzurrastri e lucentezza metallica non eccessivamente viva, sotto questa forma si trova in molte località; i cristalli sono, invece, più rari o, addirittura, molto rari. L'abito è soventemente pseudoesagonale, la simmetria, invece, è rombica o monoclina.

## Caratteristiche fisico-chimiche
A volte settile (facilmente tagliabile in sottili lamine). Solubile in acido nitrico; il minerale, alterandosi si trasforma in rame nativo, covellite, malachite e azzurrite, inoltre all'aria si altera facilmente in carbonati basici di rame, perché contiene questo elemento allo stato di ossidazione +1 e quindi in condizioni in cui esso è facilmente ossidabile; al cannello ferruminatorio schizza; fonde su carbone di legna in fiamma riducente e dà origine a gocce di rame, che, bagnate con un po' d'acqua, colorano la fiamma da verde ad azzurra.
- Peso molecolare: 159,16 grammomolecole[1]
- Fluorescenza: assente[1]
- Magnetismo: assente[1]
- Densità di elettroni: 6,01 g/cm³[1]
- Indici quantici[1]:
  - Fermioni: 0,0015110456
  - Bosoni: 0,9984889544
- Indici di fotoelettricità[1]:
  - PE: 37,21 barn/elettroni
  - ρ: 223,51 barn/cm³
- Indice di radioattività: GRapi: 0 (Il minerale non è radioattivo)[1]

## Località di ritrovamento
Le località di ritrovamento sono, forse le miniere della Cornovaglia che, specialmente nel XIX secolo e nei primi anni del XX secolo hanno portato alla luce dei gruppi cristallizzati eccezionali, alcune miniere della Cornovaglia che hanno fornito dei campioni di calcocite sono: St. Just, Camborne, Redruth. Altri campioni interessanti di calcocite sono stati trovati a Bristol nel Connecticut (USA). In Italia, invece, dei minerali di calcocite sono stati trovati nelle miniere di Montecatini ed a Gambatesa in Liguria, in quest'ultimo caso è stato trovato insieme a minerali di manganese. inoltre, assieme al granato, ad Ala di Stura, in provincia di Torino e a Saint-Vincent, in Val d'Aosta. Associata a calcopirite ed in forma compatta nella Serpentina a Rocca Bruna, nel comune di Traves, nelle Valli di Lanzo. In piccole quantità compatte nella miniera di Gambatesa, a Ne, in provincia di Genova; ed alla miniera Monte Nero, a Rocchetta di Vara, in provincia della Spezia.

Altre miniere sono:

Gezkazgan, nel Kazakistan; a Nižnij Tagil, nei Monti Urali, come minerale primario. A Butte e Bisbee, nel Colorado e negli scisti di Mansfeld, in Germania, come minerale secondario.

## Utilizzi
Minerale primario per l'estrazione del rame.